# Metastomium
Metastomium, metastoma, segment gębowy – drugi segment odcinka głowowego niektórych pierścienic.
Metastomium zlokalizowane jest za prostomium i zawiera otwór gębowy oraz pranóża przekształcone w czułki, głaszczki i cirrusy różnego kształtu, spełniające funkcję zmysłową. U form wyżej uorganizowanych do metastomium dołączane są, w wyniku cefalizacji, segmenty: drugi lub drugi i trzeci, tworząc razem perystom (peristomium).
Metastomium występuje u form prymitywnych lub silnie wyspecjalizowanych, m.in. u wieloszczetów z rzędów Nerillida i Polygordiida.
Metastomium bywa też definiowane odmiennie: jako rzadko używany termin odnoszący się do odcinka ciała między prostomium a pygidium.